# Young Romance
Young Romance è un film muto del 1915 diretto da George Melford. William C. de Mille firma la sceneggiatura che si basa su un suo lavoro teatrale dallo stesso titolo.

## Trama
Nellie Nolan lavora in una grande magazzino di New York ma sogna la vita romantica di cui legge sulle riviste per signore. Un giorno vede l'annuncio per una località balneare del Maine: decide di andare a passarvi una settimana in vacanza ma vi si presenta sotto falso nome, usando quello di una delle ricche clienti del negozio, la signorina Edith Van Dusen di Fifth Avenue. Nella stessa località, si trova anche Tom Clancy, un giovane che lavora nel suo stesso magazzino e che ha avuto la sua stessa idea, dato che pure lui usa un nome falso, quello di Robert De Vignier di Newport. I due giovani, che non si conoscevano, fanno amicizia e si innamorano l'uno dell'altra, non immaginando di essere tutti e due poveri e, persino, colleghi. Quando però si diffonde la voce che Edith Van Dusen ha ereditato mezzo milione di dollari, Spagnoli, falso conte italiano, rapisce Nellie per farsi accreditare, con la forza, un assegno di diecimila dollari. La ragazza viene salvata da Tom, mentre Spagnoli viene arrestato. I due giovani, finita la vacanza, si separano tristemente, convinti che non si vedranno più, consci - a torto - di non appartenere alla stessa classe sociale.
A New York, un giorno Tom viene trasferito dal suo reparto, andando a lavorare proprio vicino a Nellie: i due scoprono con gioia le loro vere identità e, in un ristorante economico, si dichiarano il loro amore abbracciandosi felici.

## Produzione
Il film, prodotto dalla Jesse L. Lasky Feature Play Company, fu girato a New York.

### Cast
Edith Taliaferro (1893–1958): Il suo debutto sullo schermo fu come protagonista di Young Romance, l'unica pellicola ancora esistente dei tre film che l'attrice, popolare nome dei palcoscenici di Broadway, girò nella sua carriera.

## Distribuzione
Il copyright del film, richiesto dalla Jesse L. Lasky Feature Play Co., Inc., fu registrato il 12 gennaio 1915 con il numero LU4167. Distribuito dalla Paramount Pictures e presentato da Jesse L. Lasky, il film uscì nelle sale statunitensi il 21 gennaio 1915.
Copia della pellicola è conservata negli archivi dell'UCLA di Los Angeles, della Film Preservation Associates e della Cineteca del Friuli di Gemona.